# Tsitana
Tsitana es un género de mariposas de la familia Hesperiidae.

## Descripción
Especie tipo por designación original Cyclopides tsita Trimen, 1870.

## Diversidad
Existen 5 especies reconocidas en el género, 5 de ellas tienen distribución afrotropical.
En orden alfabético:
- Tsitana dicksoni Evans, 1955
- Tsitana tsita (Trimen, 1870)
- Tsitana tulbagha Evans, 1937
- Tsitana uitenhaga Evans, 1937
- Tsitana wallacei (Neave, 1910)

## Plantas hospederas
Las especies del género Tsitana se alimentan de plantas de la familia Poaceae. Las plantas hospederas reportadas incluyen los géneros Pentameris, Stipa, Danthonia.